# Edoardo Bove
Edoardo Bove (ur. 16 maja 2002 w Rzymie) – włoski piłkarz występujący na pozycji pomocnika.

## Kariera klubowa
Po grze w Boreale DonOrione, w 2012 przeszedł do AS Roma. W pierwszej drużynie debiut zanotował 9 maja 2021 w wygranym 5:0 meczu Serie A przeciwko Crotone. Pierwsze trafienie zaliczył 19 lutego 2022 w meczu z Hellas Verona (2:2).

## Statystyki klubowe
(aktualne na koniec sezonu 2022/2023)
| Klub               | Sezon              | Liga               | Serie A | Serie A | Puchar Włoch | Puchar Włoch | Europa | Europa | Suma  | Suma   |
| Klub               | Sezon              | Liga               | Mecze   | Bramki  | Mecze        | Bramki       | Mecze  | Bramki | Mecze | Bramki |
| ------------------ | ------------------ | ------------------ | ------- | ------- | ------------ | ------------ | ------ | ------ | ----- | ------ |
| AS Roma            | 2020/2021          | Serie A            | 1       | 0       | 0            | 0            | 0      | 0      | 1     | 0      |
| AS Roma            | 2021/2022          | Serie A            | 11      | 1       | 0            | 0            | 2      | 0      | 13    | 1      |
| AS Roma            | 2022/2023          | Serie A            | 22      | 1       | 1            | 0            | 10     | 1      | 33    | 2      |
| Ogólnie w karierze | Ogólnie w karierze | Ogólnie w karierze | 34      | 2       | 1            | 0            | 12     | 1      | 47    | 3      |

## Sukcesy

### AS Roma
- Liga Konferencji Europy UEFA: 2021/2022